# Krzywlany (rejon żabinecki)
Krzywlany (biał. Крыўляны; ros. Кривляны) – agromiasteczko na Białorusi, w obwodzie brzeskim, w rejonie żabineckim, w sielsowiecie Krzywlany.
W dwudziestoleciu międzywojennym wieś leżała w Polsce, w województwie poleskim, w powiecie kobryńskim.